# Cheliomyrmex
Cheliomyrmex is een geslacht van mieren uit de onderfamilie van de Ecitoninae.

## Soorten
- C. andicola Emery, 1894
- C. audax Santschi, 1921
- C. megalonyx Wheeler, W.M., 1921
- C. morosus (Smith, F., 1859)